# Итонская путаница
Итонская мешанина, Итонский беспорядок или Итонская путаница (англ. Eton mess) — десерт английской кухни. Представляет собой смесь из ягод (чаще всего клубники), безе и взбитых сливок. Получил своё название в честь, возможно, самой известной английской частной школы — Итонского колледжа. 

## История и описание
Первое письменное упоминание в Итоне подобного десерта относится к событиям 1893 года. Блюдо подавалось после ежегодного матча по крикету между Итонским колледжем и конкурирующей частной школой Хэрроу. В Хэрроу аналогичное блюдо известно под названием «мешанина Хэрроу», однако за её пределами это название не слишком прижилось.
В 1930-х годах десерт представлял собой смесь клубники или бананов с мороженым или взбитыми сливками. Позднее мороженое было заменено на безе. Итонскую мешанину можно готовить с различными сезонными ягодами и фруктами, однако наиболее традиционным вариантом считается клубника. Итонская путаница может подаваться как в креманках или бокалах, так и на плоской тарелке. Встречается и торт под названием «Итонская путаница» (англ. Eton mess cake), в котором исходное сочетание ингредиентов (взбитые сливки, безе, клубника) служит прослойкой для нескольких пышных коржей.
Десерт довольно популярен в современной Британии и прочно вошёл в массовую культуру. Так, термином «Итонская мешанина» в британских СМИ, в связи с событиями вокруг брекзита, называют внутриполитические конфликты в Консервативной партии, многие видные члены которой являются выпускниками Итонского колледжа.